# 黑方山
黑方山（英語：Black Mesa）也被稱為大山（ Big Mountain）是美國亞利桑那州的一個台地。在納瓦霍縣向北延伸，在阿帕契縣向西和東南延伸。在納瓦荷語中，黑方山被稱為Dziłíjiin（意為“黑山”），在墨西哥統治亞利桑那州期間，它被稱為Mesa de las Vacas（西班牙語）。它的深色外觀源自其松柏和針葉樹的混交林地。
黑方山位於亞利桑那州凱恩塔附近的科羅拉多高原，海拔超過8168英尺。